# Анадирска висораван
Анадирска висораван (рус. Анадырское плоскогорье) је висораван у Чукотском аутономном округу, у Русији. Састављена је од базалта, андезита и дацита. Дугачка је око 400km, а највиши врх је висок 1116 метара.
На Анадирској висоравни извиру реке Анадир и Белаја, а највеће језеро на њој је Ељгигитгин (рус. Эльгыгытгын).